# Nápoj lásky

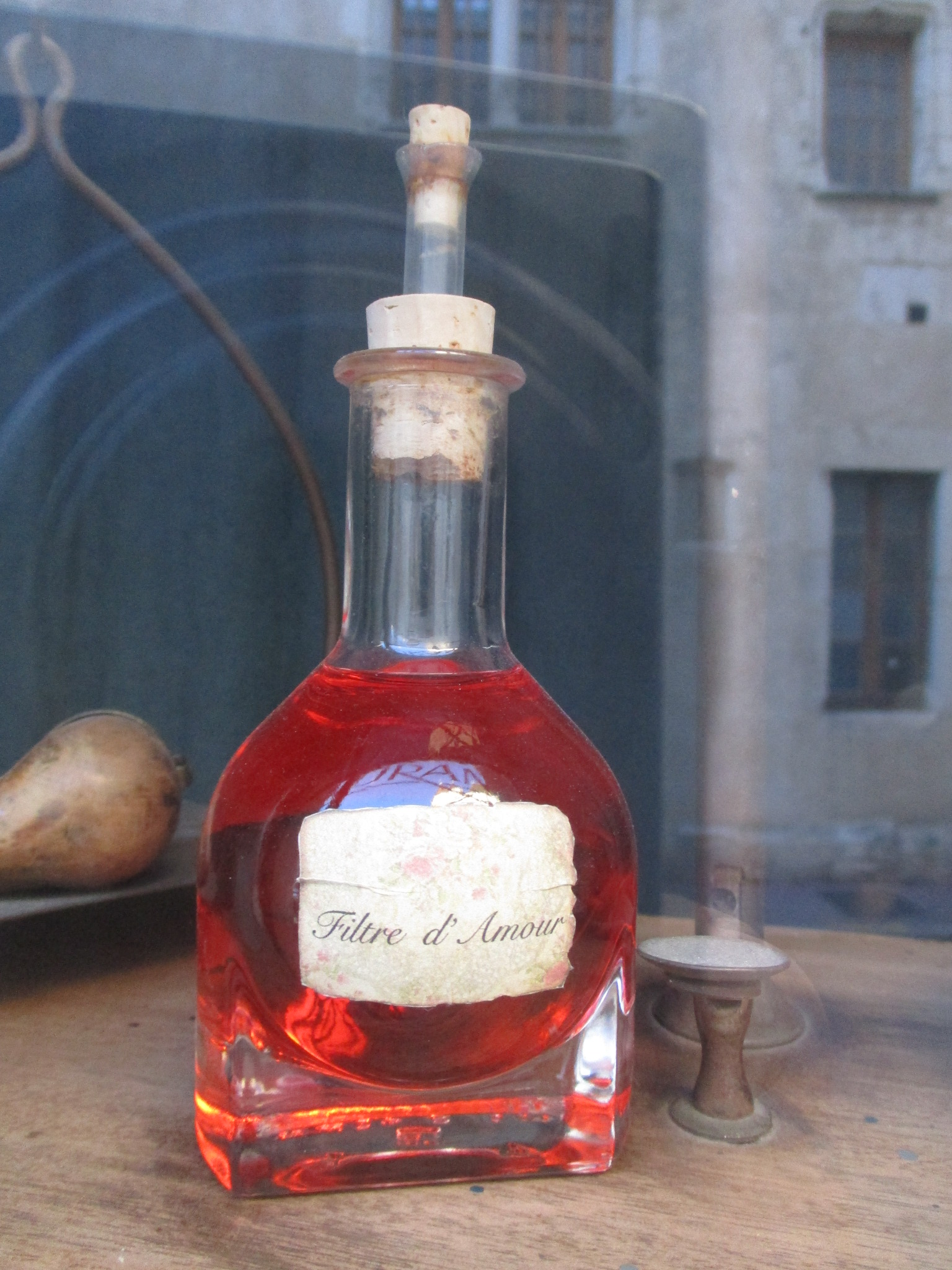
Lahvička s barevnou tekutinou označená jako „nápoj lásky“

Nápoj lásky se označuje magická tekutina, která má v osobě, jež jej vypije, vzbudit lásku k jiné osobě. Nápoj lásky se někdy označuje jako filtr (též filtron), někdy je ovšem za filtr považován jakýkoli prostředek, který má vyvolat lásku – nemusí jít tedy výhradně o nápoj, může být např. ve formě prášku nebo masti. O vyvolání lásky se lidé pokoušeli také pomocí zaříkání, rozpouštěním voskové figurky, která představovala očarovávanou osobu, a jinými magickými praktikami.
Výraz filtron pochází z řečtiny, latinsky se nápoj lásky označoval poculum amatorium.
Nápoje lásky se lidé pokoušeli připravit už od pradávna, známy byly ve starověkém Řecku a Římě. V Římské říši bylo podávání nápoje lásky řazeno na roveň travičství a přísně trestáno.
V průběhu historie byla vyzkoušena celá řada receptur, z nichž některé byly vyloženě jedovaté nebo jinak nebezpečné. Základem nápoje lásky by mělo být něco od osoby, kterou chceme očarovat, i osoby, která se snaží lásku získat. Nejlépe by měla fungovat jejich krev, ale postačí i nějaká součást oblečení nebo vlasy, které je třeba spálit na popel. Dalšími přísadami byly výtažky z pohlavních orgánů různých zvířat a ptáků (hrdličky, vrabci, vlaštovky), jindy se do nich přidávala přírodní afrodisiaka (ambra, ibišek, mandragora, ženšen).